# 維勞河
52°15′08″N 8°12′48″E / 52.25229°N 8.21322°E

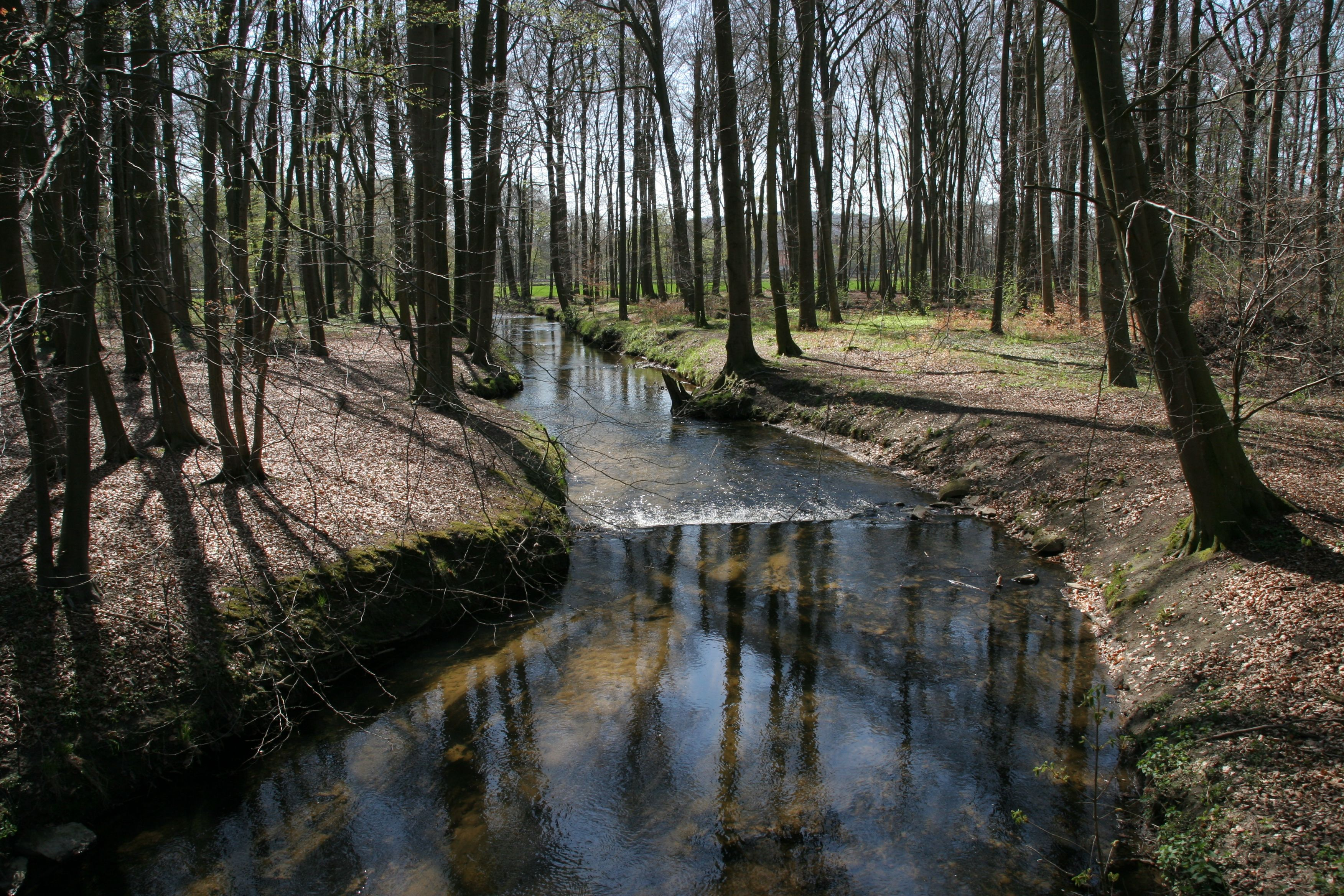

維勞河（德語：Wierau），是德國的河流，位於該國西北部，由下薩克森州負責管轄，屬於哈瑟河的右支流，河道全長14公里，發源自巴特埃森，河口處在比森多夫。